# Eleccions a governador de Tòquio de 1967
Les eleccions a governador de Tòquio de 1967 es van celebrar un 15 d'abril de 1967. Va guanyar el candidat de l'esquerra (PSJ, PCJ), el socialista Minobe. El candidat del PLD, Matsushita va quedar segon amb un estret marge de vots front Minobe. El candidat demobudista va quedar tercer a molta distància del primer.

## Antecedents
Prèviament (1955 i 1959) s'havia presentat pels socialistes com a candidat Hachirō Arita, antic ministre que no va aconseguir guanyar ni a Yasui ni a Azuma. La presentació d'un candidat fort per part de l'esquerra com Masaru Sakamoto, ex alcalde de Amagasaki va fer que l'esquerra (PSJ, PSD i PCJ) que li donaven suport tingueren l'esperança de guanyar al governador Azuma. Les eleccions van estar marcades per un clima de sospita de frau electoral que tot i que es solucionà va fer que el vice-governador Yasuhiko Ota fora detingut i acusat. Va estar implicat Tōru Higo, un polític independent dretà que semblava ser un candidat més però realment era un parany de certs grups empresarials per a influir i reventar les eleccions. Aquest Higo va falsificar un certificat de defunció d'un altre "Masaru Sakamoto" per tal de presentar-lo a les eleccions i així causar confusió i reduir els possibles vots cap a Sakamoto. Afortunadament es descobrí que aquest Sakamoto havia mort i, per tant, s'annulà la candidatura que no va rebre cap vot. No obstant això, Azuma guanyà les eleccions però es va descobrir un afer de falsificació d'un segell i el vice-governador va ser arrestat i acusat.

## Candidatures
| Candidat i partit polític                                          | Candidat i partit polític | Candidat i partit polític | Eslògan de campanya | Detalls |
| ------------------------------------------------------------------ | ------------------------- | ------------------------- | ------------------- | --- |
| Bin Akao Partit Patriòtic del Gran Japó (PPGJ)                     | Asano                     |                           |                     | Antic candidat. President del PPGJ, ex-membre de la Cambra de Representants del Japó. 68 anys.                                                          |
| Kenichi Abe Independent                                            | Asano                     |                           |                     | Nou candidat. Candidat amb el suport del Kōmeitō. 57 anys.                                                                                              |
| Yoshikazu Kubo Independent                                         | Toyama                    |                           |                     | Nou candidat. Activista polític d'extrema dreta. 49 anys.                                                                                               |
| Wataru Shimizu ANPP                                                | Ishihara                  |                           |                     | Antic candidat. Candidat de l'ANPP, activista polític i president del partit. 57 anys.                                                                  |
| Taketoshi Nonogami ADGM                                            | Asano                     |                           |                     | Nou candidat. Antic reporter de notícies, candidat de l'ADGM, recomanat per la Federació Metropolitana de Renovació i Purificació de Tòquio. 57 anys.   |
| Seijirō Fukasaku CNFIJ                                             | Kurokawa                  |                           |                     | Nou candidat. Candidat del Congrés Nacional de la Federació Internacional del Japó i amb el suport de la Societat Jovenil del Japó, escriptor. 55 anys. |
| Masatoshi Matsushita Independent                                   | Dr. Nakamatsu             |                           |                     | Nou candidat. Candidat amb el suport del PLD i del PDS, advocat, president de la Universitat de Rikkyō. 66 anys.                                        |
| Ryōkichi Minobe Independent                                        | Kurokawa                  |                           |                     | Nou candidat. Candidat amb el suport del PSJ i del PCJ, economista marxista i professor en la Universitat d'Educació de Tòquio. 63 anys.                |
| Sanesada Yonamine Independent                                      | Kurokawa                  |                           |                     | Nou candidat. 49 anys. |
| Kiyoyuki Watanabe Associació d'Amics del Partit Liberal Democràtic | Kurokawa                  |                           |                     | Nou candidat. Candidat de l'Associació d'Amics del Partit Liberal Democràtic, no relacionat amb el PLD. 59 anys.                                        |

## Resultats
| Partit                                                  | Candidat           | Vots      | %     |
| ------------------------------------------------------- | ------------------ | --------- | ----- |
| Independent                                             | Ryōtarō Azuma      | 2.298.616 | 57,08 |
| Independent                                             | Masaru Sakamoto    | 1.634.634 | 40,59 |
| Partit Patriòtic del Gran Japó (PPGJ)                   | Bin Akao           | 23.040    | 0,57  |
| Tooru Higo                                              | Masaru Nakayama    | 17.799    | 0,44  |
| Independent                                             | Shigehisa Kawamura | 8.730     | 0,22  |
| Toru Higo                                               | Gan Takada         | 8.032     | 0,20  |
| Aliança Nacional per a la protecció del parlamentarisme | Wataru Shimizu     | 7.270     | 0,18  |
| Cos de Defensa (CD)                                     | Susumu Fukuda      | 6.940     | 0,17  |
| Independent                                             | Toshiyo Oda        | 6.168     | 0,15  |
| Independent                                             | Tooryuu Kijima     | 6.048     | 0,15  |
| Independent                                             | Ginzō Nakamura     | 5.816     | 0,14  |
| Nova Associació Oriental (NAO)                          | Kōmei Kōno         | 3.913     | 0,09  |
| Tooru Higo                                              | Masaru Hashimoto   | 0         | 0     |